# موش‌های داغ
«موش‌های داغ» (به انگلیسی: Hot Rats) آلبومی از هنرمند اهل ایالات متحده آمریکا فرانک زاپا است که در سال ۱۹۶۹ میلادی منتشر شد.